# Octopus hummelincki
Octopus hummelincki is een inktvissensoort uit de familie van de Octopodidae. De wetenschappelijke naam van de soort werd voor het eerst geldig gepubliceerd in 1936 door Adam.